# Drašći Vrh
Drašći Vrh – wieś w Chorwacji, w żupanii zagrzebskiej, w gminie Žumberak. W 2011 roku liczyła 22 mieszkańców.